# Tōru Fukuyama
Tōru Fukuyama (福山 透 Fukuyama Tōru?,  nacido el 9 de agosto de 1948) es un químico orgánico japonés y profesor de química de la Universidad de Tokio.
Descubrió el «acoplamiento de Fukuyama» en 1998. El acoplamiento de Fukuyama es un reacción de acoplamiento tiene lugar entre un tioéster y un haluro orgánico de zinc en presencia de un catalizador de paladio donde el producto de la reacción es una cetona.